# Xi1 Sagittarii
Pour les autres étoiles ayant cette désignation de Bayer, voir Xi Sagittarii.
Désignations
Xi1 Sagittarii (en abrégé ξ1 Sgr) est une étoile supergéante de la constellation du Sagittaire, de type spectral B9.5 qui possède une magnitude apparente de +5,08. Elle est située à environ ∼ 2 200 a.l. (∼ 675 pc) de la Terre.